# Melanterius nemorhinus
Melanterius nemorhinus – gatunek chrząszcza z rodziny ryjkowcowatych i podrodziny Molytinae.
Gatunek ten opisany został w 1913 roku przez Arthura Millsa Lea.
Chrząszcz o ciele długości od 4,5 do 5 mm, ubarwieniem i łuskami zbliżony do M. lamellatus. Ryjek długi i prawie prosty. Trzonek czułka osadzony jest w 2/5 od wierzchołka ryjka i tak długi jak funiculus, którego pierwszy człon jest wyraźnie dłuższy od drugiego. Boki pokryw są równoległe prawie do wierzchołka. Ich międzyrzędy są umiarkowanie wyniesione i ma to miejsce tylko w tylnej części opadającej. Uda środkowych i tylnych odnóży każde z silnym, ostrym zębem, a przednich z mniejszym, ale wyraźnym ząbkiem.
Ryjkowiec znany z australijskiego Queensland.